# Saint-Thomas-en-Argonne
Saint-Thomas-en-Argonne és un municipi francès, situat al departament del Marne i a la regió del Gran Est. L'any 2007 tenia 43 habitants.

## Demografia

### Població
El 2007 la població de fet de Saint-Thomas-en-Argonne era de 43 persones. Hi havia 20 famílies, de les quals 4 eren unipersonals (4 homes vivint sols), 8 parelles sense fills, 4 parelles amb fills i 4 famílies monoparentals amb fills.
La població ha evolucionat segons el següent gràfic:
Habitants censats

### Habitatges
El 2007 hi havia 27 habitatges, 19 eren l'habitatge principal de la família, 6 eren segones residències i 2 estaven desocupats. 26 eren cases i 1 era un apartament. Tots els 19 habitatges principals que hi havia estaven ocupats pels seus propietaris; 1 tenia dues cambres, 2 en tenien tres, 3 en tenien quatre i 13 en tenien cinc o més. 16 habitatges disposaven pel capbaix d'una plaça de pàrquing. A 12 habitatges hi havia un automòbil i a 5 n'hi havia dos o més.

### Piràmide de població
La piràmide de població per edats i sexe el 2009 era:
| Homes | Edats   | Dones |
| ----- | ------- | ----- |
| 0     | 95 o +  | 0     |
| 0     | 90 a 94 | 0     |
| 0     | 85 a 89 | 0     |
| 0     | 80 a 84 | 0     |
| 4     | 75 a 79 | 4     |
| 4     | 70 a 74 | 0     |
| 4     | 65 a 69 | 0     |
| 4     | 60 a 64 | 0     |
| 0     | 55 a 59 | 4     |
| 4     | 50 a 54 | 0     |
| 0     | 45 a 49 | 0     |
| 0     | 40 a 44 | 4     |
| 4     | 35 a 39 | 0     |
| 0     | 30 a 34 | 4     |
| 0     | 25 a 29 | 0     |
| 0     | 20 a 24 | 0     |
| 4     | 15 a 19 | 0     |
| 4     | 10 a 14 | 0     |
| 4     | 5 a 9   | 4     |
| 0     | 0 a 4   | 0     |

## Economia
El 2007 la població en edat de treballar era de 24 persones, 13 eren actives i 11 eren inactives. Les 13 persones actives estaven ocupades(7 homes i 6 dones).. De les 11 persones inactives 3 estaven jubilades, 5 estaven estudiant i 3 estaven classificades com a «altres inactius».

## Poblacions més properes
El següent diagrama mostra les poblacions més properes.